# Herb gminy Nowodwór
Herb gminy Nowodwór – jeden z symboli gminy Nowodwór, ustanowiony 27 lutego 2015.

## Wygląd i symbolika
Herb przedstawia na tarczy w polu czerwonym wiosło i pastorał złote na krzyż w skos, pomiędzy którymi cztery róże srebrne pięciopłatkowe o złotych środkach z zielonymi listami. Róża z herbu Poraj nawiązuje do założycieli i właścicieli miasta, rodziny Męcińskich, a także symbolicznie do świętego patrona tej rodziny i patrona kościoła w Nowodworze. Oprócz czterech róż, w herbie widnieją także atrybuty św. Wojciecha, wiosło (nawiązujące do misyjnej podróży Wojciecha do Prusów) i biskupi pastorał.